# 田辺宏司
田邊 宏司（たなべ ひろし、1959年5月1日 - ）は、山口県出身のサッカー審判員。

## 来歴
1990年12月に1級審判登録され、2009年までJリーグで主審を務めていた。2006年までの一時期、J2のみで主審を担当していた以外は、J1の試合でも多く笛を吹いた。

## 話題になった主な試合・判定
- 2007年J1第5節（4月7日）、横浜F・マリノス-柏レイソル戦

柏が1-0でリードしていた前半37分、横浜FMの山瀬功治のシュートがゴールネットを揺らしたが、そのいくつか前のプレーが横浜FMのファウルだったとして、一度認めたこの得点を取り消した。
この判定に対し、マリノスの選手達から猛抗議を受けたが、田辺本人がファウルを把握していなかったためか「分からない」「難しい質問をするな」という回答に終始してしまうという状態であった。つまり、「誰の」「どういうファウルか」という事が分からないまま、「ファウルを理由に一旦認めたゴールを取り消し」という判定を下した事になる。なお、副審はオフサイドを示していると思われる動きをしていたため、こちらにも疑問は残るがオフサイドによる取り消しではないか、という声もある。
なお、試合を担当した審判アセッサーの上川徹の解説によると、判定には問題がなかったが、副審からのファウルの判定が、オフサイドと混同するような動きであり、また主審も争点とは違うところに意識があり、選手からの異議を受け付けてしまったところに、問題を深くしてしまった原因があると述べている。
この試合の後、横浜FMの早野宏史監督は「2度とあの人に笛を吹いてほしくない」とコメントしている。逆に、直後の週に発売された週刊サッカーマガジンのコラムにおいて武智幸徳が「勇気ある判定だった」とコメントするなど、評価する声もある。
なお、同年3月10日の第2節、サンフレッチェ広島-柏レイソル戦では、広島の平繁龍一のゴールを微妙な判定のオフェンスファウルとして取り消していたため、結果的にはこの2試合とも柏レイソルの失点を「最後に防いだ」という形になったため、田辺は一部のサポーターの間で「柏の味方をする主審」として一躍有名になってしまった。
- 2008年J1第21節（8月17日）、清水エスパルス-横浜F・マリノス戦

怪我の為一旦ピッチの外に出た清水の岡崎慎司が回復し、副審はピッチへ戻る許可を得る為に手を上げて待っていたが、田辺は岡崎の存在を忘れてしまい、プレーが切れても副審のほうを確認する事はしばらく無かった。最後は田辺自身が気づきようやく許可が下りたが、それまで清水は一人少ない中での戦いを余儀なくされた。
また、この試合では清水の選手がペナルティエリア内で何度も故意に倒されたが、結局一度もPKを与えられなかった。試合後清水側がJリーグに対しPKが妥当と思われる4つのプレーについて質問書を送ったところ、このうち2度の場面について、「PKが与えられるべきだった」との回答があった。